# Amazon S3
Amazon S3 (Simple Storage Service, in italiano: Servizio di archiviazione semplice) è un servizio web di memorizzazione offerto da Amazon Web Services. Amazon lanciò S3 negli Stati Uniti nel marzo 2006 e in Europa a novembre 2007.
Amazon S3 a giugno 2012 ha memorizzato più di 10 miliardi di oggetti.

## Usi
Il servizio di Archiviazione foto SmugMug lo usa dall'aprile 2006. I file system Apache Hadoop possono ospitare S3 con la conseguenza che dopo operazioni di MapReduce sui server EC2 la lettura dei dati e la scrittura dei risultati avviene su S3.
Dropbox, StoreGrid, SyncBlaze, Tahoe-LAFS-on-S3, Zmanda e Ubuntu One sono alcuni dei servizi di  backup e sincronizzazione su internet che usano S3.
Minecraft ospita gli aggiornamenti dei videogiochi sui server S3. Tumblr, Formspring e Posterous images si trovano su S3.
Alfresco,  il fornitore del gestionale open source di contenuti per aziende tiene i dati sul servizio di S3.
LogicalDOC, il sistema di gestione documentale prevede uno strumento di disaster recovery basato su S3.

## Concorrenti
- Cloud.com's CloudStack[1]
- Cloudian,[2] an S3-compatible object storage software package.
- Connectria Cloud Storage[3][4] in 2011 became the first US cloud storage service provider based on the Scality RING organic storage technology[5][6]
- Eucalyptus Walrus Project
- Nimbula
- OpenIO [7] Software-Defined Object Storage compatibile con API S3.
- Riak CS,[8] which implements a subset of the S3 API including REST and ACLs on objects and buckets.
- Ceph with RADOS gateway.[9]
- IBM Cloud Object Storage, basato su standard S3.